# Pomnik Poległych Obrońców Wisły 1920 we Włocławku
Pomnik Poległych Obrońców Wisły 1920 – pomnik na wzgórzu Szpetal we Włocławku, poświęcony poległym obrońcom miasta w czasie wojny polsko-bolszewickiej w 1920.
W dniach 14–19 sierpnia 1920 na prawym brzegu Wisły toczyły się walki z oddziałami 3 Korpusu Kawalerii pod dowództwem komkora Gaja Dimitriewicza Gaja. Rok później, 22 sierpnia 1920 na wzgórzu Szpetal uroczyście pochowano szczątki czterdziestu żołnierzy poległych w czasie walk. Niebawem też podjęto decyzję o budowie w tym miejscu pomnika.
Pomnik miał kształt obelisku, wykonanego z granitu. Znajdował się on na zbudowanym w kształcie półkola tarasie, usytuowanym na specjalnie usypanym kopcu, obłożonym kamieniami. Naprzeciw pomnika, w centrum tarasu, znajdowała się marmurowa płyta. Na szczycie obelisku znalazł się spiżowy orzeł, odlany w firmie braci Łopieńskich. Projektantem monumentu był Ludwik Sokołowski.Za prace budowlane odpowiedzialna była firma budowlana „Popławski i Furstenwald”. Uroczyste odsłonięcie pomnika odbyło się 1 października 1922.
W październiku 1939 pomnik, podobnie jak inne pomniki we Włocławku, został zniszczony przez Niemców. Po wojnie, z przyczyn politycznych nie został odbudowany. Dopiero w grudniu 1988 zawiązał się Obywatelski Komitet Odbudowy Pomnika Poległych Obrońców Wisły 1920. 11 listopada 1989 odbyło się wmurowanie aktu erekcyjnego w miejscu pomnika. Uroczyste odsłonięcie odbudowanego pomnika miało miejsce 18 sierpnia 1990.
Obecny kształt pomnika jest wierny temu z 1922. Jest on tradycyjnym miejscem obchodów rocznicy obrony Włocławka w 1920.

## Obywatelski Komitet Odbudowy Pomnika Poległych Obrońców Wisły 1920 r. we Włocławku
Lista członków zwyczajnych:
1. Romana Aleksińska
2. Wojciech Apel
3. Stanisław Lech Bagdziński
4. Gabriela Bąbińska
5. Zygmunt Bąkowski
6. Andrzej Bińkowski
7. Antoni Bisaga
8. Jan Blachowski
9. Teresa Bojarska
10. Bohdan Borowy
11. Lech Borzęcki
12. Elżbieta Celińska
13. Stefan Chodulski
14. Grzegorz Czajka
15. Zdzisław Czuczman
16. Jan Dąbrowski
17. Aleksandra Domanowska
18. Andrzej Dulniak
19. Anna Frątczak
20. Longina Galińska
21. Roman Galiński
22. Krzysztof Gontarek
23. Krzysztof Grochulski
24. Andrzej Grabowski
25. Janusz Hajnowski
26. Genowefa Jakubowicz
27. Grzegorz Jaworski
28. Jagoda Jurzystowa
29. Antoni Jerzy Kaczalski
30. Kazimierz Kafarski
31. Dorota Kalinowska
32. Tomasz Kasperkiewicz
33. Tadeusz Kaszubski
34. Zbigniew Kawecki
35. Benedykt Kępiński
36. Anna Klinkiewicz
37. Roman Knistoft
38. Jerzy Kociołowicz
39. Bartłomiej Kołodziej
40. Agnieszka Kowalewska
41. Tomasz Kowalewski
42. Roch Krzemiński
43. Konrad Krzysztofek
44. Jan Krusiński
45. Ryszard Król
46. Olga Krut-Horonziak
47. Czesław Krygier
48. Tadeusz Kujawa
49. Waldemar Kujawski
50. Janusz Kulesza
51. Bohdan Kulesza
52. Andrzej Kunkiel
53. Paweł Kwiatkowski
54. Stefan Kwiatkowski
55. Wacław Kwiatkowski
56. Wojciech Kwiatkowski
57. Zbigniew Kwiatkowski
58. Teodor Lenkiewicz
59. Kazimierz Lewandowski
60. Piotr Lewandowski
61. Stefan Lewandowski
62. Helena Łukaszewska
63. Józef Łukaszewski
64. Józef Maciejewski
65. Bohdan Markowski
66. Elżbieta Matusiak
67. Anna Meller
68. Alicja Milke
69. Henryk Nencka
70. Piotr Nowakowski
71. Teresa Nowierska
72. Janusz Nowierski
73. Wojciech Bernikiewicz
74. Marek Osmulski
75. Krystyna Pawłowska
76. Włodzimierz Pawłowski
77. Tadeusz Piasecki
78. Zbigniew Pietruszewski
79. Ryszard Pińkowski
80. Witold Pomianowski
81. Marcin Przyłubski
82. Leszek Rojek
83. Marek Sławiński
84. Tadeusz Sławiński
85. Teresa Sławińska
86. Mieczysław Słoma
87. Tadeusz Sobka
88. Tadeusz Spychalski
89. Wojciech Stańczak
90. Jerzy Stępień
91. Kamilla Strembska
92. Józef Strzelecki
93. Waldemar Sucharski
94. Jan Święch
95. Wojciech Szarecki
96. Andrzej Sypczyński
97. Barbara Teodorczyk
98. Jan Tomaszewicz
99. Leszek Trząsalski
100. Janina Twardy
101. Maria Wileniec
102. Włodzimierz Witwicki
103. Józef Wołkowyski
104. Bogdan Woźnica
105. Stanisław Żbikowski[5]